# Caryophyllia calveri
Caryophyllia calveri är en korallart som beskrevs av Duncan 1873. Caryophyllia calveri ingår i släktet Caryophyllia och familjen Caryophylliidae. Inga underarter finns listade i Catalogue of Life.